# Queensbridge

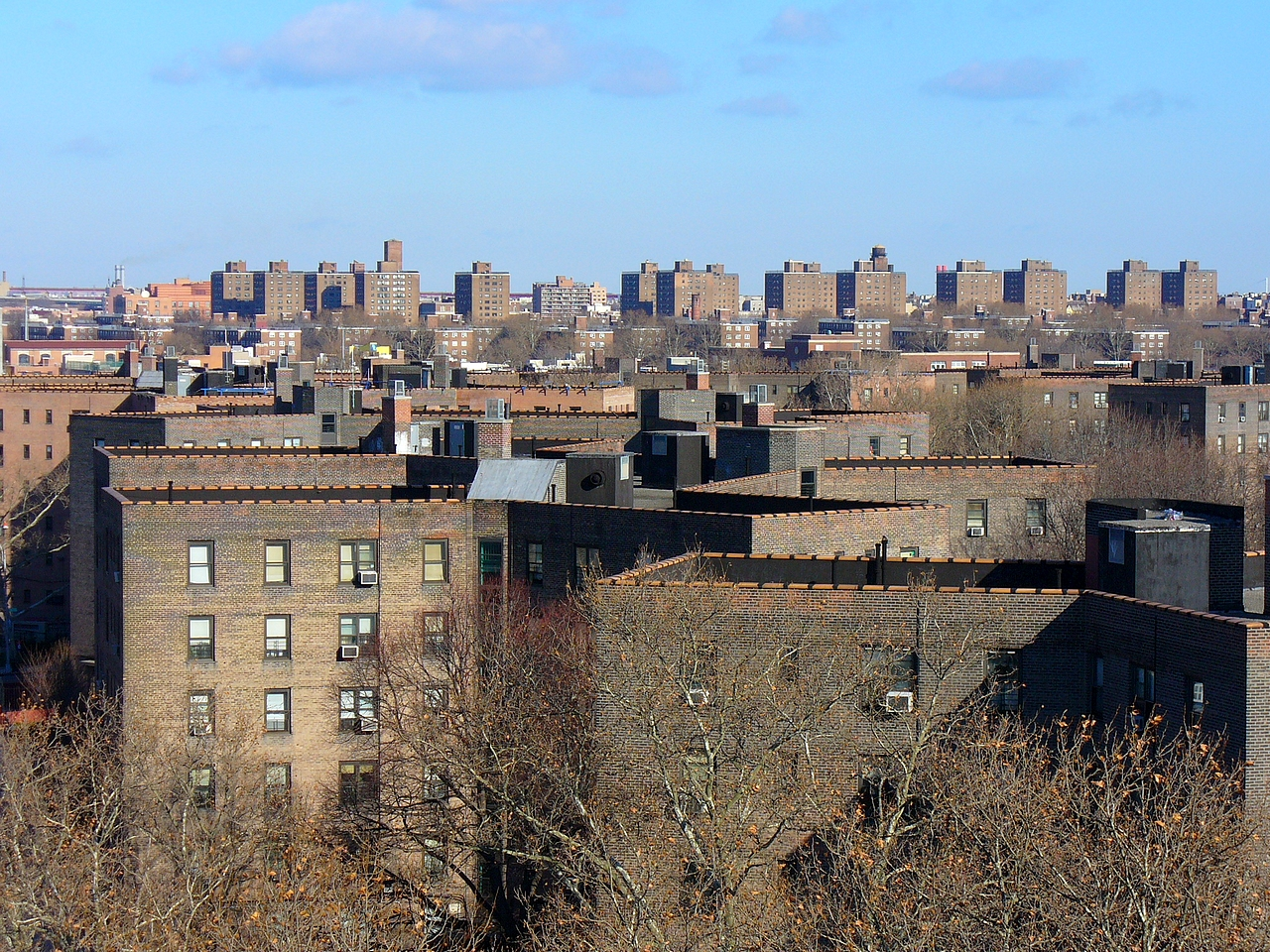
Queensbridge Houses

Queensbridge Houses é o maior conjunto habitacional da América do Norte. Ele está localizado em Long Island City, em Queens e foi inaugurado em 1939. O conjunto habitacional tem 3.142 unidades é de propriedade do Housing Authority de Nova York. O conjunto habitacional está localizado no Conselho da Comunidade 1. Apesar de as Casas Queensbridge acomodar cerca de 6.907 pessoas, é tecnicamente dois complexos distintos (Norte e Sul) que consistem em aproximadamente 3.450 cada.
Queensbridge historicamente tem provado ser um viveiro de música hip hop e rap. O famoso produtor Marlon "Marley Marl" Williams foi o primeiro de uma longa sucessão de artistas aclamados da "The Bridge", que se tornou um dos mais prolíficos produtores de hip hop no país. O grupo Juice Crew de Marley, muito influente na década de 1980, apresentou entre seus membros, rappers de Queensbridge: Kool G Rap, MC Shan, Roxanne Shanté e Craig G.  
Os mais notáveis rappers de Queensbridge são considerados Nas e o grupo Mobb Deep que desde os anos 90, são frequentemente utilizadores do seu liricismo para falar de Queensbridge. Além de Ja Rule, um dos maiores nomes do hip hop dos anos 2000.
Outros rappers ou moradores conhecidos de Queensbridge são: Big Noyd, Blaq Poet, Bravehearts, Capone, Cormega, Craig G, Lou Del Valle, Vern Fleming, Sean Green, Mel Johnson, Jr., Tragedy Khadafi, KMX, Marley Marl, MC Shan, Nature, Lamar Odom, Roxanne Shante, Metta World Peace, entre outros.